# Gilbern T11

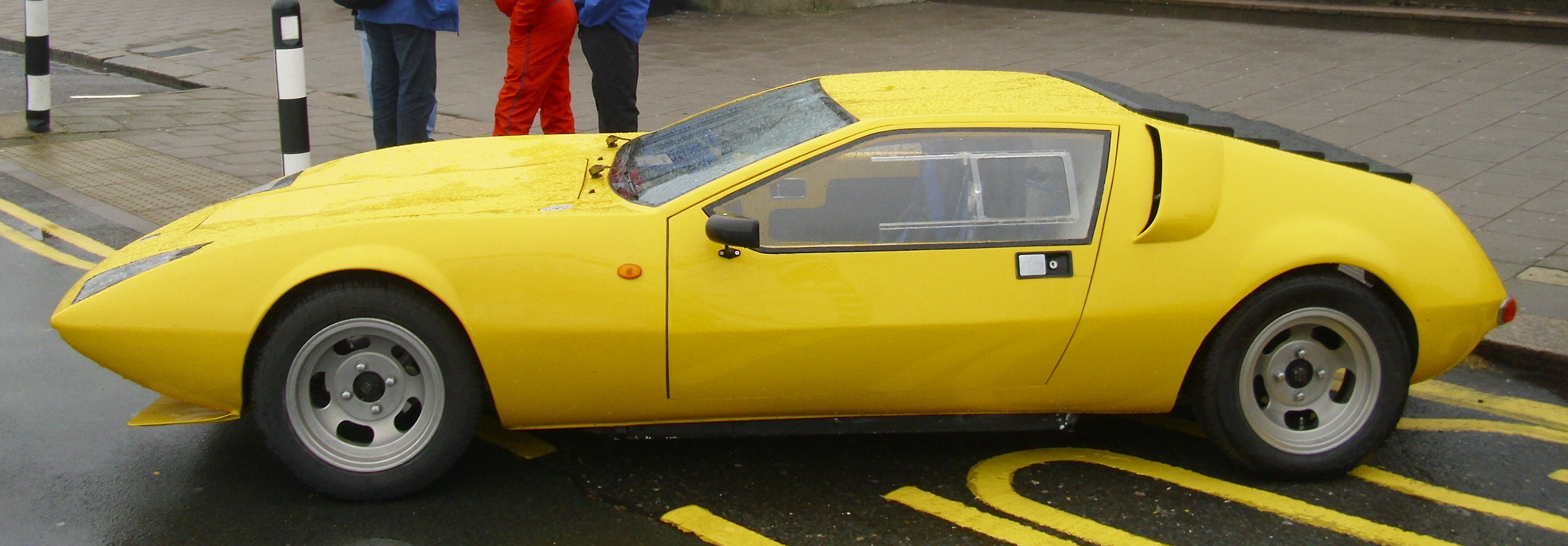
Seitenansicht

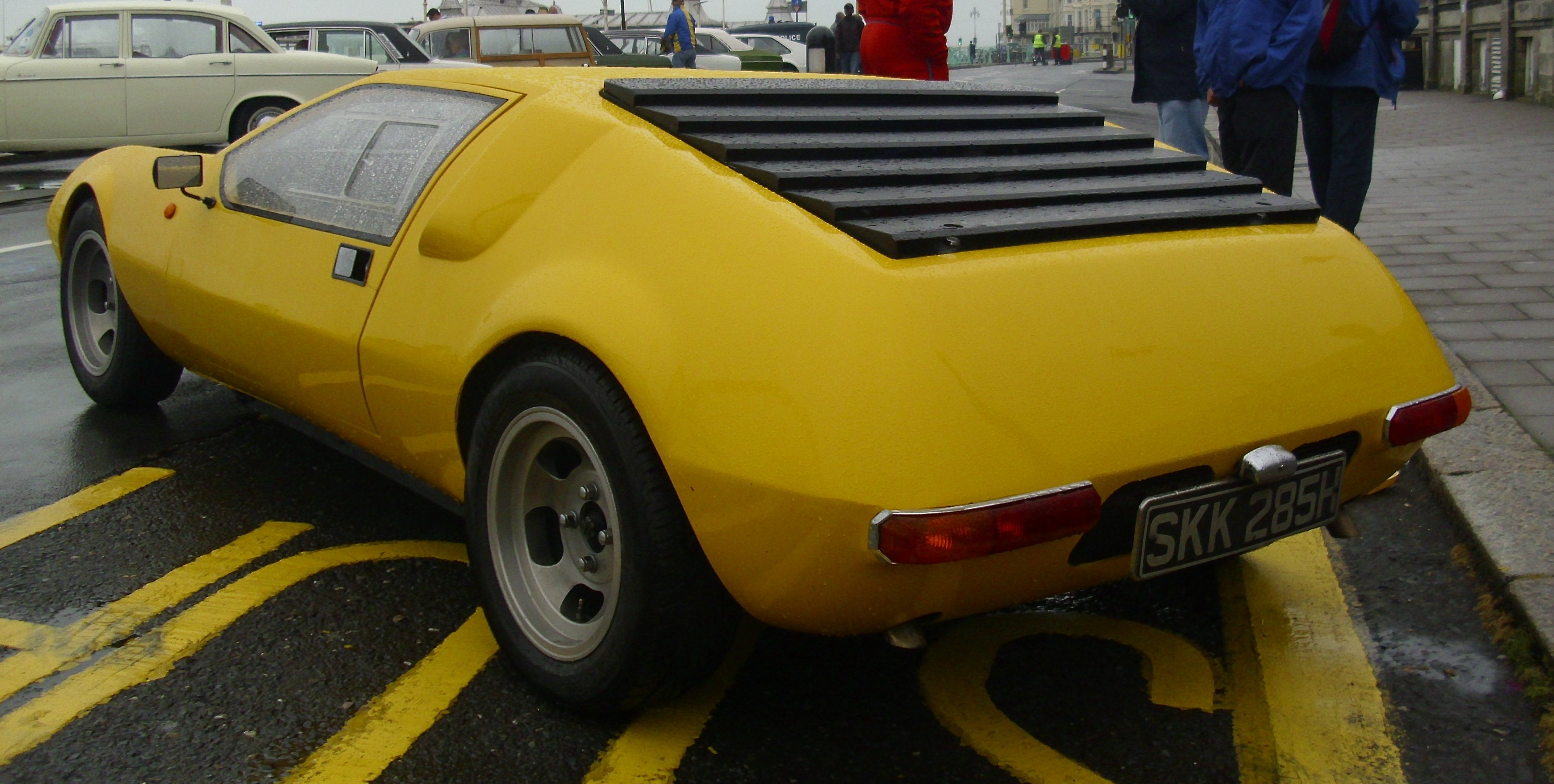
Heckansicht

Der Gilbern T11 ist ein Pkw, der ein Einzelstück blieb.

## Ursprung
Gilbern aus Wales hatte seit 1959 sportliche Fahrzeuge hergestellt. Sie waren anfangs nur als Kit Cars erhältlich. Sie hatten Frontmotor und Hinterradantrieb. 1969 begannen die Arbeiten an einem besonderen Fahrzeug. Besonderheit war der Mittelmotor. Das Fahrzeug sollte 1971 auf dem Genfer Auto-Salon präsentiert werden. Im Juni 1971 wurde das Projekt aufgegeben. Soweit bekannt, entstanden damals zwar drei oder vier Fahrgestelle, aber nur ein Fahrzeug, das nicht fahrbereit war.

## Beschreibung
Das Coupé ist auffallend flach. Jimmy Englisch von Gilbern entwarf die Karosserie. Gelegentlich wird Trevor Fiore als Designer genannt. Fiore selbst gibt an, er habe nur die grundlegenden formalen Anstöße zur Karosserie geliefert. Einige Details wie die flache Dachlinie, die konkave Fronthaube und eine ungegliederte Leerfläche am Heck hätten seine Zustimmung nicht bekommen. Die geschlossene Karosserie besteht aus Kunststoff und bietet Platz für zwei Personen. Die vorderen Scheinwerfer befinden sich hinter einer Abdeckung. Die Rückleuchten stammen vom Morris 1800. Auffallend sind die Schiebefenster in den Türen.
Ein Gitterrohrrahmen bildet die Basis. Die Räder sind einzeln an doppelten Dreiecksquerlenkern aufgehängt. Gelenkt wird mit einer Zahnstangenlenkung.
Als Antrieb war ein Sechszylindermotor von der British Leyland Motor Corporation geplant. Allerdings lieferte British Leyland nicht. Daher verwendete Gilbern einen Vierzylindermotor vom Austin Maxi mit 1500 cm³ Hubraum. Der Motor war quer hinter den Sitzen montiert und trieb über ein Fünfganggetriebe die Hinterräder an.
Da die geplanten Serienfertigung an finanziellen Mitteln scheiterte, wurde das Fahrzeug eingelagert und dabei nur notdürftig gegen den Verfall geschützt.

## Wiederbelebung
Gordon Johnston erwarb das Wrack für 1000 Pfund Sterling und begann im Jahr 2000 mit dem Wiederaufbau. Er fertigte viele Teile neu an. Dazu gehörten eine neue Karosserie, für die er die Originalform von Gilbern auftreiben konnte, aber auch Türen, Hauben, Teile der Radaufhängung, die Lenksäule, Pedalerie, die Elektrik, die Antriebswellen und die Scheiben. 2010 war das Fahrzeug fertig und wurde in dem Jahr auf dem 50-Jahre-Gilbern-Treffen präsentiert.
Bei einem Unfall im Mai 2011 wurde der Motor zerstört. Johnston installierte stattdessen einen Vierzylindermotor vom Toyota MR2. Der Motor hat zwei obenliegende Nockenwellen und 16 Ventile. 86 mm Bohrung und 86 mm Hub ergeben 1998 cm³ Hubraum. Der Motor leistet 127 kW (175 PS). Damit ist eine Höchstgeschwindigkeit von 220 km/h möglich.